# Régie des transports maritimes
La Régie des transports maritimes (RTM) est une administration de l'État belge chargée de l'organisation d'un service de ferries transmanche sur la route Ostende - Douvres sous le nom commercial d'Oostende Lines, active à partir de 1846 et disparue en 1997.

## Histoire

### Genèse
Le service est inauguré entre Ostende et Douvres le 4 mars 1846 par le bateau à roues à aubes Chemin de Fer, rebaptisé plus tard Diamant,.
En raison de la grande concurrence avec les lignes desservant Calais, Dunkerque, Zeebruges, Anvers, Rotterdam et Hoek van Holland, la RTM a fait évoluer sa flotte en permanence, des bateaux à aubes aux bateaux à turbine à vapeur (à partir de 1905 avec le Princesse Elisabeth), puis aux bateaux à moteur diesel, et enfin aux ferries à grande vitesse (Boeing Jetfoil). De nombreux navires de la ligne ont été construits à Anvers par le chantier naval de SA John Cockerill.
Bien que la compagnie jouisse d'une bonne réputation, un accident se produit le 29 mars 1889, lorsque deux de ses bateaux à roue à aubes - les Princesse Henriette et Comtesse de Flandre - entrent en collision dans un épais brouillard alors qu'ils tentaient tous deux d'éviter une collision avec un bateau de pêche au large de Dunkerque. Le Princesse Henriette éperonne le Comtesse de Flandre sur le côté tribord, juste derrière la roue à aubes, coupant presque le navire en deux. L'afflux d'eau provoque l'explosion d'une chaudière et le Comtesse de Flandre sombre, faisant 15 morts dont quatre passagers. Le Princesse Henriette a secouru 32 survivants, dont 19 passagers. Parmi les survivants figurait Jérôme Napoléon Bonaparte II.

### Utilisation en temps de guerre
Les navires de la RTM ont été utilisés pendant les deux guerres mondiales. Au début de la Première Guerre mondiale, le vapeur à turbine Jan Breydel évacue Élisabéth de Bavière, reine de Belgique et les enfants royaux le 28 août 1914. Plus tard, les vaisseaux de la ligne évacuèrent diplomates, troupes et autres dignitaires avant la prise d'Anvers.
Un bateau à aubes, le Flandre, est tombé aux mains des Allemands et a été employé par eux comme navire de stockage. Le Flandre est sabordé à Ostende lors du retrait des troupes allemandes en octobre 1918.
Le Marie Henriette fait naufrage le 24 octobre 1914 sur des rochers alors qu'il tentait d'entrer à Barfleur avec 650 militaires blessés à son bord. L'accident a été attribué à l'extinction inattendue des feux du port.
Le Princesse Clémentine (à aubes) et le Princesse Élisabéth (à turbine) sont utilisés comme vaisseaux de transport rapide par les militaires entre Douvres et les ports de Flandre, tandis que le Rapide (à aubes) et le Stad Antwerpen (à turbines) ont servi de navires-hôpitaux. Le navire le plus récent de la société à l'époque, le Ville de Liège (à turbines), était utilisé pour l'évacuation des blessés (il ne sera pas considéré comme navire hôpital car il était peint en couleur de camouflage disruptif plutôt qu'en couleur blanche, et il était par ailleurs armé).
En raison de sa vitesse plus faible, le plus ancien navire de la ligne à l'époque, le Belgique (construit en 1862 avec des roues à aubes), a été employé pendant la guerre dans des eaux plus protégées militairement comme transport de munitions (entre Southampton et Le Havre).
Après avoir augmenté la flotte d'après-guerre avec des ferries à turbine supplémentaires, la RTM a reçu son premier ferry diesel, le Prince Baudouin, en 1934.
C'est également à cette période que, pour répondre à la demande, la RTM a commencé à transporter des automobiles et des camions en plus des passagers. Ces véhicules devaient initialement être chargés sur le pont arrière d'un bateau à l'aide d'une grue de quai. Cette approche lente et fastidieuse sera améliorée en 1936 avec la transformation du Ville de Liège en car-ferry (roulier) rebaptisé London-Istanbul.
Après la reddition de la Belgique et l'invasion de la France en juin 1940, les navires de la RTM sont emmenés par la Royal Navy pour être utilisés dans le rôle de navire de débarquement. Ceux-ci comprenaient les Prince Charles (270 soldats), Prince Léopold (255 soldats), Princesse Astrid (247 soldats), Princesse Joséphine-Charlotte (210 soldats), Prince Baudouin (384 soldats), Prins Albert (350 soldats) et Prince Philippe (350 hommes). Un vapeur plus ancien, le Princesse Marie-José, était employé comme patrouilleur auxiliaire. Le HMS Prince Philippe a été perdu dans une collision le 15 juillet 1941, tandis que le HMS Prince Leopold a été coulé par un sous-marin allemand (U-boot) le 29 juillet 1944.

### Développement des voyages d'agrément après guerre
Après la guerre, les navires survivants ont été restitués à la RTM. En 1949, la société prend livraison du bateau à moteur diesel Prinses Josephine-Charlotte (second du nom) ; il sera le premier d'une série de car-ferries.

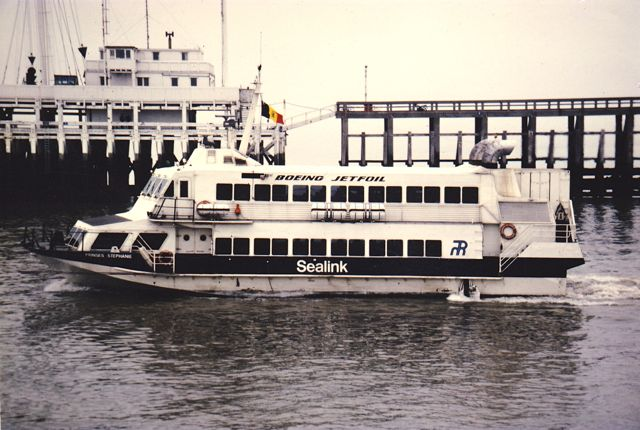
Le Jetfoil Princesse Stéphanie en 1983, à Ostende.

Le service standard durant les années 1980 et 1990 prévoyait six traversées par jour dans chaque direction.
En plus des car-ferries traditionnels, la RTM a exploité également deux Boeing Jetfoils (uniquement pour les passagers, sans possibilité d'embarquer des véhicules) à partir de 1981, ce qui réduisait les temps de traversée de 4 à 8 heures (en car-ferry classique) à une heure quarante (en ferry rapide). Ils étaient populaires auprès des voyageurs au long cour, en correspondance avec les trains, et imposaient de s'acquitter d'un supplément de 5 livres sterling. Vu la moindre stabilité des jetfoils par mer agitée, ces services étaient susceptibles d'être annulés (en moyenne 15% d'annulations, surtout en hiver), les passagers étant alors invités à prendre un ferry classique.

### Collaborations internationales
En 1970, l'opérateur ferroviaire anglais British Rail, qui pilotait également les services de ferries du pays, choisit de renommer cette activité en Sealink.
Parallèlement, il met en place, avec les opérateurs publics similaires de France, de Belgique et des Pays-Bas un consortium Sealink en vue de coorganiser les relations entre les îles Britanniques et le continent, en veillant à une harmonisation horaire avec les chemins de fer des pays concernés. Ainsi, à Ostende, outre les trains du service intérieur, des liaisons internationales directes circulaient quotidiennement jusqu'à Berlin, Vienne, Copenhague et Moscou (et beaucoup plus régulièrement encore vers Lille et Cologne).
En 1984, la branche britannique de Sealink est revendue à Sea Containers et donc privatisée. Faute de trouver un accord avec les nouveaux actionnaires, la RTM quitte le consortium (où son homologue française continue à collaborer).
Entre 1985 et 1990, la RTM collabore avec European Ferries sous la marque commerciale Townsend Thoresen (qui deviendra P&O notamment à la suite de la catastrophe du Herald of Free Enterprise) ; elle finit par redevenir totalement indépendante en 1994 sous le nom d'Oostende Lines.

### Fin du service

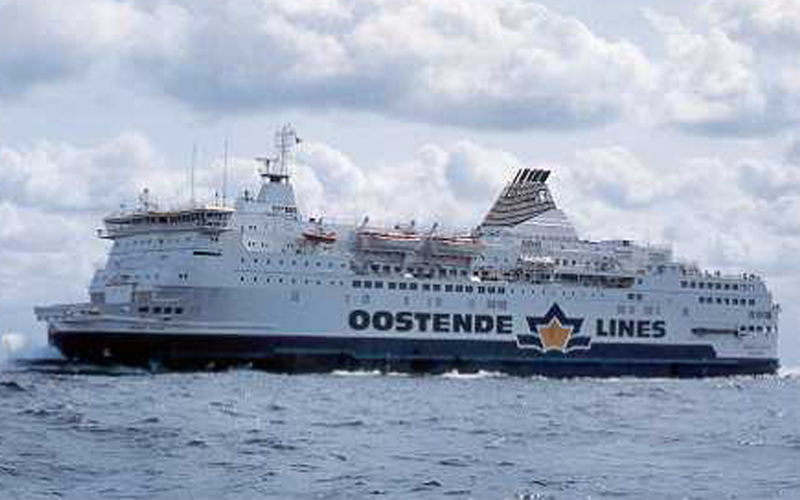
Le Prins Philip en pleine mer

La perspective de l'ouverture du tunnel sous la Manche incite les compagnies de ferries à se repositionner sur un créneau low cost, visant la clientèle qui peut accepter des temps de transferts longs à faible coût (en majorité des camions). La stratégie est alors d'augmenter la taille des navires afin d'obtenir des économies d'échelle. La RTM commande l'un des premiers super ferries transmanche : le Prins Filip (investissement de 100 000 000 dollars ; 81 500 m3 de jauge brute). Il sera le plus grand ferry opérant à travers la Manche entre 1991 à 2001.
En 1993, un contrat de collaboration est signé avec Sally Lines, ce qui inclut le transfert du terminus britannique vers le port de Ramsgate qui est moins bien connecté aux réseaux routiers et ferrés, alors que la concurrence fait rage entre compagnies de ferries, avec les liaisons plus rapides depuis la France notamment et bien sûr avec le tunnel sous la Manche ouvert en 1994. La situation financière de la RTM se dégrade sérieusement.
L'ouverture du tunnel, outre qu'elle réduit les temps de transit à travers la Manche pour les voitures et le fret, modifie également l'interconnexion des réseaux ferrés. Les villes de Douvres et Oostende ne sont plus sur le trajet le plus court, l'émergence du service Eurostar et la construction progressive de lignes à grande vitesse de part et d'autre du tunnel ont quasi totalement détourné la demande de transport de la relation historique opérée par la RTM. Même avec un service réduit, la situation financière devient catastrophique et le gouvernement belge prend la décision de fermer l'entreprise en 1997. Le personnel est réintégré au sein du SPF Mobilité ; les actifs sont vendus à diverses entreprises, notamment Transeuropa Ferries qui a relancé la route entre Ramsgate et Ostende, d'abord en tant que service de fret uniquement, puis en prenant des passagers et des voitures. La société jettera toutefois l'éponge en 2013.
Parallèlement, Sally Lines poursuit l'exploitation sur Oostende - Ramsgate / Douvres en y engageant entre 1997 et 2001 des catamarans rapides de la société Incat (avec les vaisseaux 38 - Rapide et 41 - Diamant)
Depuis 2013, il n'y a plus d'offre de car-ferries entre le sud-est de l'Angleterre et la Belgique. En 2023, seule une relation "nocturne" de Zeebruges à Kingston upon Hull, opérée par P&O, subsiste à raison de trois trajets par semaine (l'unique bateau alternant allers et retours sur deux jours).